# Asijský buvol
Asijský buvol (Bubalus) je jeden ze čtyř rodů podčeledi tuři. Rod je zastoupen dvěma druhy:
- Anoa (Bubalus depressicornis)
- Arni (Bubalus arnee)

Domestikovanou formou asijského buvola je buvol domácí (Bubalus arnee f. bubalus), zvaný kerabi.